# Kap Darlington
Kap Darlington ist eine vereiste und 305 m hohe Landspitze an der Black-Küste des Palmerlands auf der Antarktischen Halbinsel. Das Kap begrenzt südlich die Einfahrt zum Hilton Inlet.
Teilnehmer der United States Antarctic Service Expedition (1939–1941) entdeckten die Landspitze im Jahr 1940 unter der falschen Annahme, es handele sich um eine Insel. Die eigentliche Natur deckten Teilnehmer der US-amerikanischen Ronne Antarctic Research Expedition (1947–1948) bei einem Überflug im November 1947 auf. Namensgeber ist Harry Darlington III. (1918–1996), ein Teilnehmer der Expedition des Service, der an der Vermessung des Küstenverlaufs bis zum Hilton Inlet beteiligt war.